# 李相宪 (演员)
李相宪（：／ Lee Sang-heon，1996年5月21日—）是一位具有多元文化背景的韩国男演员兼模特。他在2018年電影《愛的過去進行式》的衍生劇《愛你的凱蒂》中饰演民豪而崭露头角
2023年8月，他在成长体育剧情片《GT：跨界玩家》（2023）中首次亮相。

## 早期生活和家庭
1996年5月21日出生於韓國首爾。有一個比他大四歲的姊姊，在家中排行老二。他的姊姊金祉雅也是演員，在《愛你的凱蒂》中飾演主角之一韓侑莉。金祉雅使用藝名，所以他們的姓氏不同。
由於父親的工作原因，他童年和青少年時期的大部分時間都是在香港度過的。在Podcast採訪中，金祉雅透露她的父親在建築業工作。在香港生活期間，李相憲和姊姊一起在一所香港的國際學校上學。
李相憲在香港高中參加戲劇課程時對表演產生了興趣，後來在英國北安普顿大学主修戲劇。2014年至2016年就讀於北安普敦大學。
2016年從英國大學畢業後，他回到韓國履行兩年義務兵役。

## 職業生涯
李相憲服完兵役後，做了一年半的模特兒和各種工作。
在姊姊的建議下，他向Netflix提交了《愛你的凱蒂》的試鏡帶，這成為他演藝生涯的第一次正式試鏡。在以民豪身份首次亮相，他曾作為背景角色和紀錄片中的常駐演員出現在多個項目中。
2023年，他在《GT：跨界玩家》中扮演了一個小角色，這是一部根據詹恩·馬登伯勒（Jann Mardenborough）作為職業賽車手的生活和職業生涯改編的傳記片，與大衛·哈伯、奧蘭多·布魯和亞契·馬德維一起出演。在2023年8月11日上映。

## 個人生活
李相憲是一位狂熱的攀岩愛好者，並擁有一個單獨的Instagram帳戶來記錄他的攀岩活動。
李相憲自稱是美食家，在英國讀本科期間，他透過觀看戈登·拉姆齊的YouTube影片自學了烹飪。
他在《愛你的凱蒂》接受媒體採訪時提到他和他所饰演的角色民豪一樣喜歡食物、烹飪、友誼和旅行。

## 影视作品

### 电影
| 年份   | 片名             | 角色名称   | 备注       | 来源   |
| ------ | ---------------- | ---------- | ---------- | ------ |
| 2023年 | 《GT：跨界玩家》 | 李周煥（Joo-Hwan Lee） | 电影出道作 | [ 10 ] |

### 电视作品
| 年份       | 剧名           | 角色名称 | 来源   |
| ---------- | -------------- | -------- | ------ |
| 2023年至今 | 《愛你的凱蒂》 | 民豪     | [ 11 ] |
| 2024年     | 秘密配方       | Hajoon   | [ 12 ] |